# Karthago Airlines

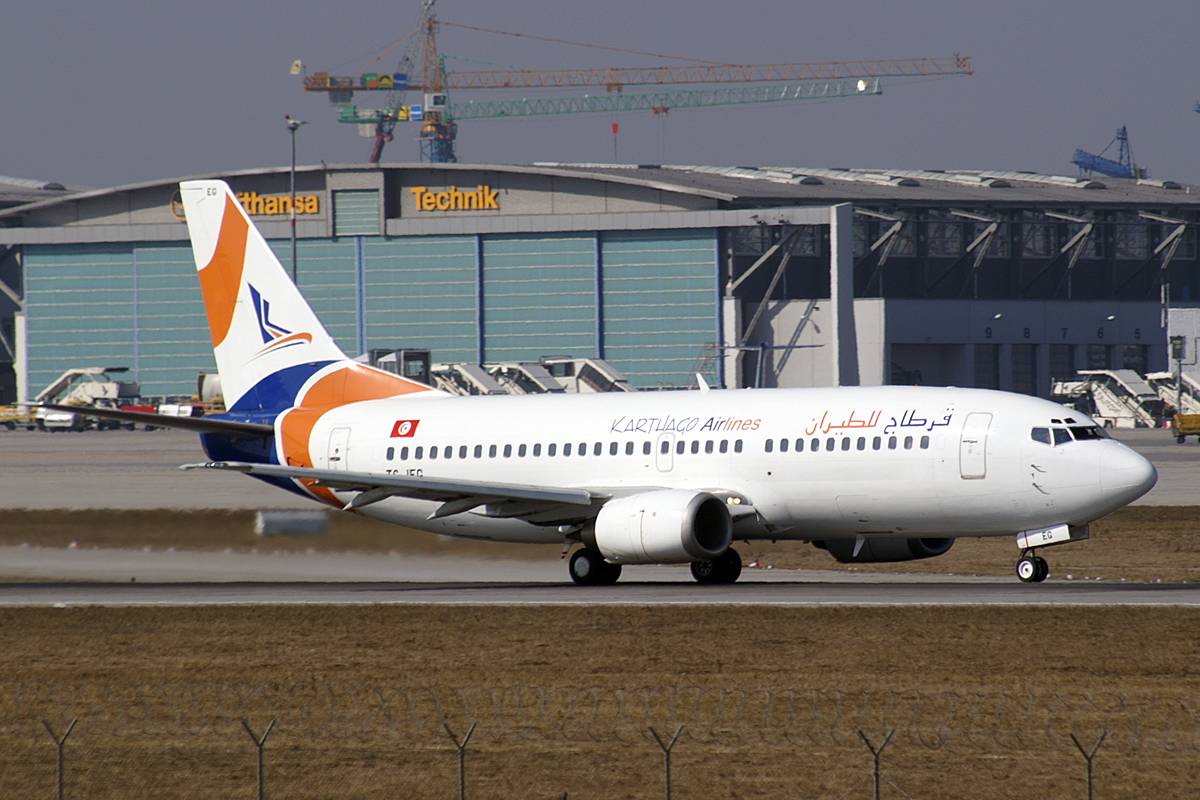
Karthago Airlines Boeing 737-300

Karthago Airlines – nieistniejąca tunezyjska linia lotnicza założona w 2001. Główna baza linii znajdowała się na lotnisku Dżerba-Dżardzis.
Przewoźnik zaczynał od obsługi lotów czarterowych, utrzymując połączenia sezonowe z krajami europejskimi. Od 2006 wykonywał również loty rejsowe na trasie Dżerba-Paryż (Orly). W 2006 Karthago Airlines otworzyły filię w Egipcie, oferując rejsy czarterowe jako Koral Blue z wykorzystaniem 1 Airbusa A320.
Linia zawiesiła działalność w 2011.

## Incydenty
12 lutego 2006 - awaryjne lądowanie Boeinga 737-300 na Dżerbie po rozhermetyzowaniu się kabiny samolotu kilkanaście minut po starcie (rejs czarterowy Dżerba-Paryż). Nikomu spośród 141 pasażerów i członków załogi nic się nie stało.